# Полонийцинк
Полонийцинк — бинарное неорганическое соединение,
полония и цинка
с формулой ZnPo,
серые кристаллы.

## Получение
- Сплавление стехиометрических количеств чистых веществ[4] или осаждение на поверхность цинка паров полония возгоняемых в вакууме [5]:

{\displaystyle {\mathsf {Po+Zn\ {\xrightarrow {T}}\ ZnPo}}}

## Физические свойства
Полонийцинк образует серые кристаллы
кубической сингонии,
пространственная группа F 43m,
параметры ячейки a = 0,628 нм, Z = 4,
структура типа сульфида цинка ZnS
.